# Michael Chernus

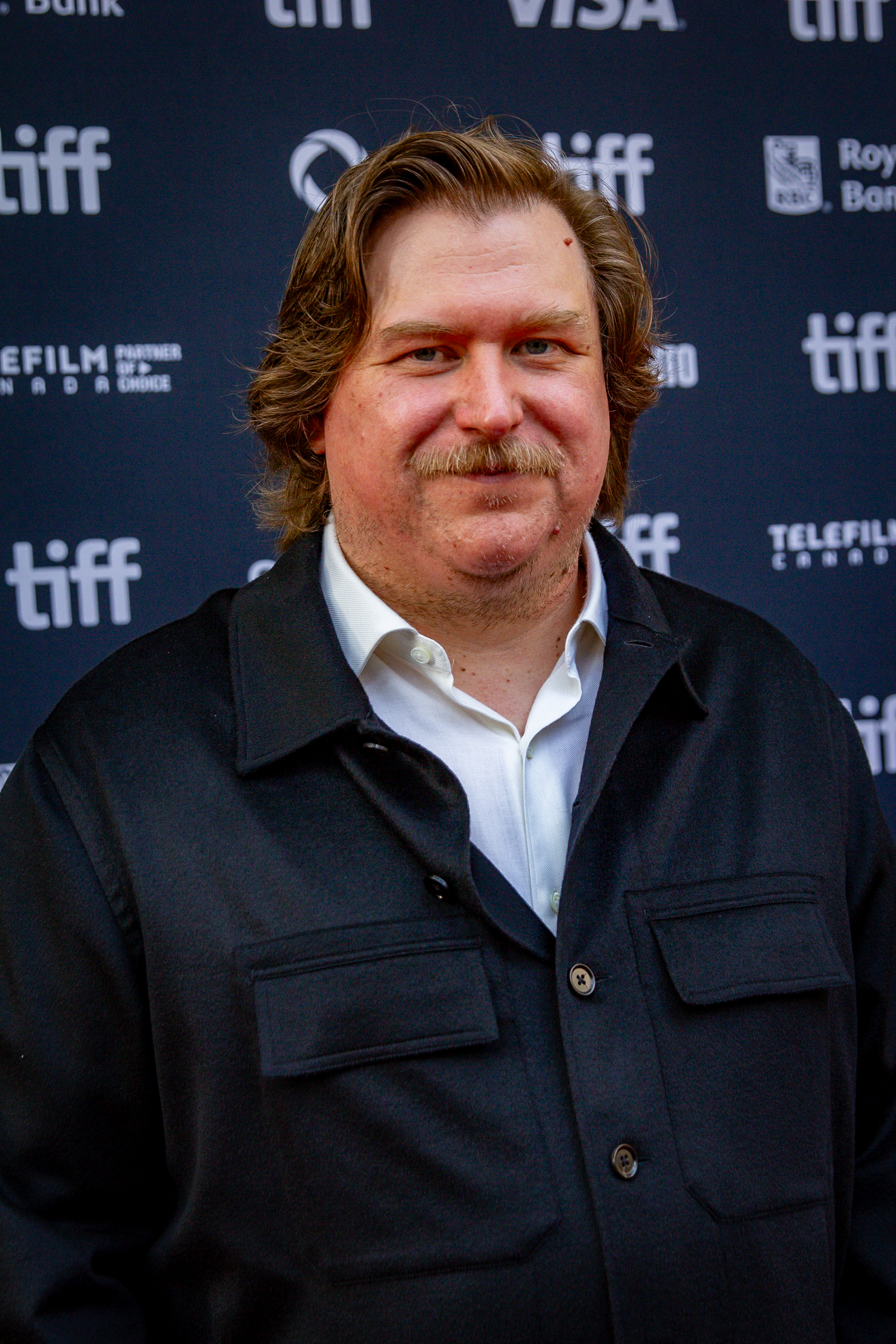
Michael Chernus, 2024

Michael Chernus (* 8. August 1977 in Rocky River, Ohio) ist ein US-amerikanischer Schauspieler.

## Leben und Karriere
Michael Chernus stammt aus dem US-Bundesstaat Ohio, wo er auch die Highschool besuchte. Er ist erfolgreicher Absolvent der Juilliard School. Neben seinen Auftritten in Film und Fernsehen, steht Chernus regelmäßig auf Theaterbühnen. So gewann er 2011 den Obie Award, für seine Darstellung am The Public Theater in New York City im Stück In the Wake.
Seit 2005 ist Chernus in Film und Fernsehen aktiv. Nach kurzen Auftritten in Filmen wie The Messenger – Die letzte Nachricht spielte Chernus von 2009 bis 2010 eine wiederkehrende Rolle in der Serie Mercy. In der Folge wurde er in Filmen wie Higher Ground, Men in Black 3, Das Bourne Vermächtnis oder Captain Phillips besetzt. Größere Bekanntheit erlangte er jedoch vor allem durch die Rolle des Cal Chapman in der Serie Orange Is the New Black. Zuvor spielte er als Louis Fedowitz auch in Manhattan eine wiederkehrende Rolle.  Seit 2015 ist er als Edward Tavner in der Serie Patriot zu sehen. Als Gastdarsteller trat er etwa in Serien wie Nurse Jackie, Royal Pains, Nashville, Elementary oder Good Wife auf.
2017 übernahm er in der Marvel-Verfilmung Spider-Man: Homecoming die Rolle des Phineas Mason / Tinkerer. 2020 war er als Ken Rosey in der Krimiserie Tommy in einer der Hauptrollen zu sehen.

## Filmografie (Auswahl)
- 2005: Winter Passing
- 2007: Lovely by Surprise
- 2009: The Messenger – Die letzte Nachricht (The Messenger)
- 2009: Lieber verliebt (The Rebound)
- 2009: Feed the Fish
- 2009–2010: Mercy (Fernsehserie, 9 Episoden)
- 2010: Nonames
- 2010: Love and other Drugs – Nebenwirkung inklusive (Love and other Drugs)
- 2010: Law & Order: Special Victims Unit (Fernsehserie, Folge 08×13)
- 2011: Higher Ground – Der Ruf nach Gott (Higher Ground)
- 2011: Damages – Im Netz der Macht (Damages, Fernsehserie, 2 Episoden)
- 2012: Jack & Diane
- 2012: Men in Black 3
- 2012: The Big C (Fernsehserie, 4 Episoden)
- 2012: Das Bourne Vermächtnis (The Bourne Legacy)
- 2012: The New Normal (Fernsehserie, Episode 1x05)
- 2013: Nurse Jackie (Fernsehserie, Episode 5x06)
- 2013: Royal Pains (Fernsehserie, Episode 5x06)
- 2013: Captain Phillips
- 2013–2019: Orange Is the New Black (Fernsehserie, 17 Episoden)
- 2014: Nashville (Fernsehserie, Episode 2x15)
- 2014: Alex of Venice
- 2014: Elementary (Fernsehserie, Episode 3x04)
- 2014–2015: Manhattan (Fernsehserie, 23 Episoden)
- 2015: Mistress America
- 2015: Aloha – Die Chance auf Glück (Aloha)
- 2015: Good Wife (The Good Wife, Fernsehserie, Episode 7x09)
- 2015–2018: Patriot (Fernsehserie, 18 Episoden)
- 2016–2019: Easy (Fernsehserie, 6 Episoden)
- 2017: The Dinner
- 2017: Amerikas meistgehasste Frau (The Most Hated Woman in America)
- 2017: Spider-Man: Homecoming
- 2018: The Kindergarten Teacher
- 2019: Perpetual Grace, LTD (Fernsehserie, 5 Episoden)
- 2019: Inez & Doug & Kira
- 2019–2020: Ramy (Fernsehserie, 3 Episoden)
- 2020: Tommy (Fernsehserie, 12 Episoden)
- 2021: Prodigal Son – Der Mörder in Dir (Prodigal Son, Fernsehserie, 2 Episoden)
- 2021: Werewolves Within
- seit 2022: Severance (Fernsehserie)
- 2022: Evil (Fernsehserie, Episode 3x07)
- 2025: Köln 75

## Auszeichnungen und Nominierungen
- 2011: Lucille Lortel Awards: Nominierung als Bester Hauptdarsteller in einem Stück für In the Wake
- 2011: Obie Award: Auszeichnung als Bester Hauptdarsteller in einem Stück für In the Wake